# Доклад о сказаниях и обрядах Инков
Доклад о сказаниях и обрядах Инков (исп. Relacion de fabulas y ritos de los Incas) — один из важнейших документов по календарю, знахарству, мировоззрению, церемониям, религии и философии Инков. Автор книги — испанский миссионер Кристобаль де Молина «Кускенец».

## О книге
Данный документ посвящён верованиям и обрядам Инков, по большей
части бытовавших в Куско. Как следует из текста, Молина также
намеревался описать обряды и церемонии каждого народа и провинции
Тавантинсуйу, отличавшихся от инкских.
Многое из доклада Молины, похоже, попало в «Commentaries Reales»
Инки Гарсиласо де ла Вега; сам же Гарсиласо Молину, как источник не
упоминает. Доклад этот отличается от приведенных у Гарсиласо сведений
большей детализацией и не содержит некоторых грубых ошибок Гарсиласо
в ряде вопросов.